# Louis Ier d'Erbach-Erbach
Louis Ier, comte d'Erbach-Erbach (3 septembre 1579 – 12 avril 1643), est un prince allemand membre de la Maison d'Erbach et dirigeant d'Erbach, Freienstein, Michelstadt, Bad König et Wildenstein.
Né à Erbach, il est le septième enfant de Georges III d'Erbach et de sa seconde épouse, Anne, une fille de Frédéric-Magnus, comte de Solms-Laubach-Sonnenwalde.

## Biographie
Après la mort de leur père, Louis Ier et ses frères divisent le domaine des Erbach en 1606: il reçoit les districts de Erbach et Freienstein.
Lorsque leur frère aîné Frédéric-Magnus est mort en 1618 sans descendant, les frères divisent ses domaines d'entre eux, mais cela n'a eu lieu qu'en 1623, lorsque Louis Ier reçoit Michelstadt et Bad König. En 1627, la mort d'un autre frère, Jean-Casimir, célibataire et sans enfant, provoque une autre division de la succession paternelle: cette fois, Louis Ier reçoit Wildenstein.
Il épouse le 2 mars 1606 Julienne de Waldeck-Wildungen (1587-1622) et ont quatre enfants :
- Georges-Frédéric (Erbach, 10 juin 1607 – Neurenberg, 7 septembre 1632)
- Godfried (Erbach, 8 septembre 1611 – Breuberg, 15 juillet 1635)
- Anne Julienne (Erbach, 20 septembre 1614 – 1637); épouse Jean-Philippe de Kyrbourg-Mörchingen († 10 février 1638)
- Frédéric Magnus (Erbach, 11 septembre 1616 – 14 octobre 1625)

Il se remarie le 29 mai 1624 avec Jeanne de Sayn-Wittgenstein (1604-1666). Ils n'ont pas d'enfants
Louis est mort en Erbach, 63 ans, et est enterré à Michelstadt. Parce qu'il est mort sans héritier, son dernier frère, Georges Albert Ier hérité de ses domaines, et, avec cela, réunit toutes les terres de la famille.